# Phillip Quinn Morris
Pour les articles homonymes, voir Philip Morris (homonymie), Quinn et Morris.
Phillip Quinn Morris, né en 1954 en Alabama dans le Comté de Limestone, est un écrivain américain.

## Œuvres

### Romans
- Mister Alabama, Finitude, 2016 ((en) Mussels, Random House, 1989), trad. Fanny Wallendorf, 328 p.  (ISBN 978-2363390714)
- La Cité de la soif, 2019 ((en) Thirsty City, Random House, 1990), trad. Fanny Wallendorf, 336 p.  (ISBN 978-2363391155)